# アメリカカブトガニ
アメリカカブトガニ（学名：Limulus polyphemus）は、カブトガニ科アメリカカブトガニ属に属するカブトガニ類の一種。メキシコ湾を含む北西大西洋沿岸に分布する海洋生物。ヨーロッパでも迷入個体が発見されている。

## 名称
米国では Atlantic horseshoe crab の他に horsefoot ・ saucepan などとも呼ばれる。"helmet crab" と呼ばれる場合もあるが、これは本来クリガニを意味する。"king crab" という名も本来はタラバガニ科の総称である。
属名 Limulus は「少し横目の」という意味であり、種小名 polyphemus はギリシア神話のキュクロープスの一人であるポリュペーモスに由来する。これは、かつて本種の眼は1つしかないと考えられていたためである。

## 化石記録
本種自体の化石記録はないが、近縁で同じアメリカカブトガニ属 (Limulus) の化石種は知られおり、白亜紀後期（マーストリヒチアン、約7,000万年前）まで遡る。

## 形態・生理

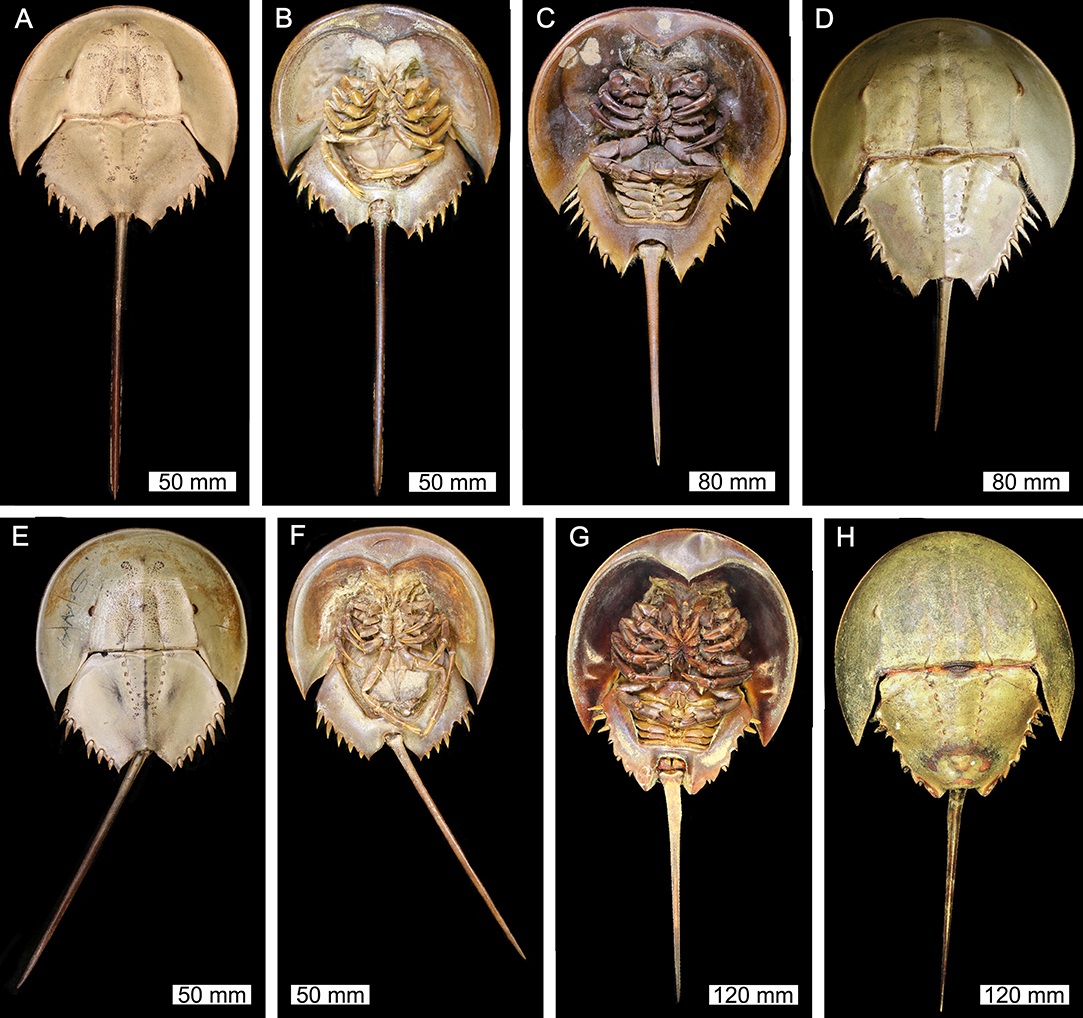
アメリカカブトガニ（右：C, D, G, H）とマルオカブトガニ（左：A, B, E, F）の比較
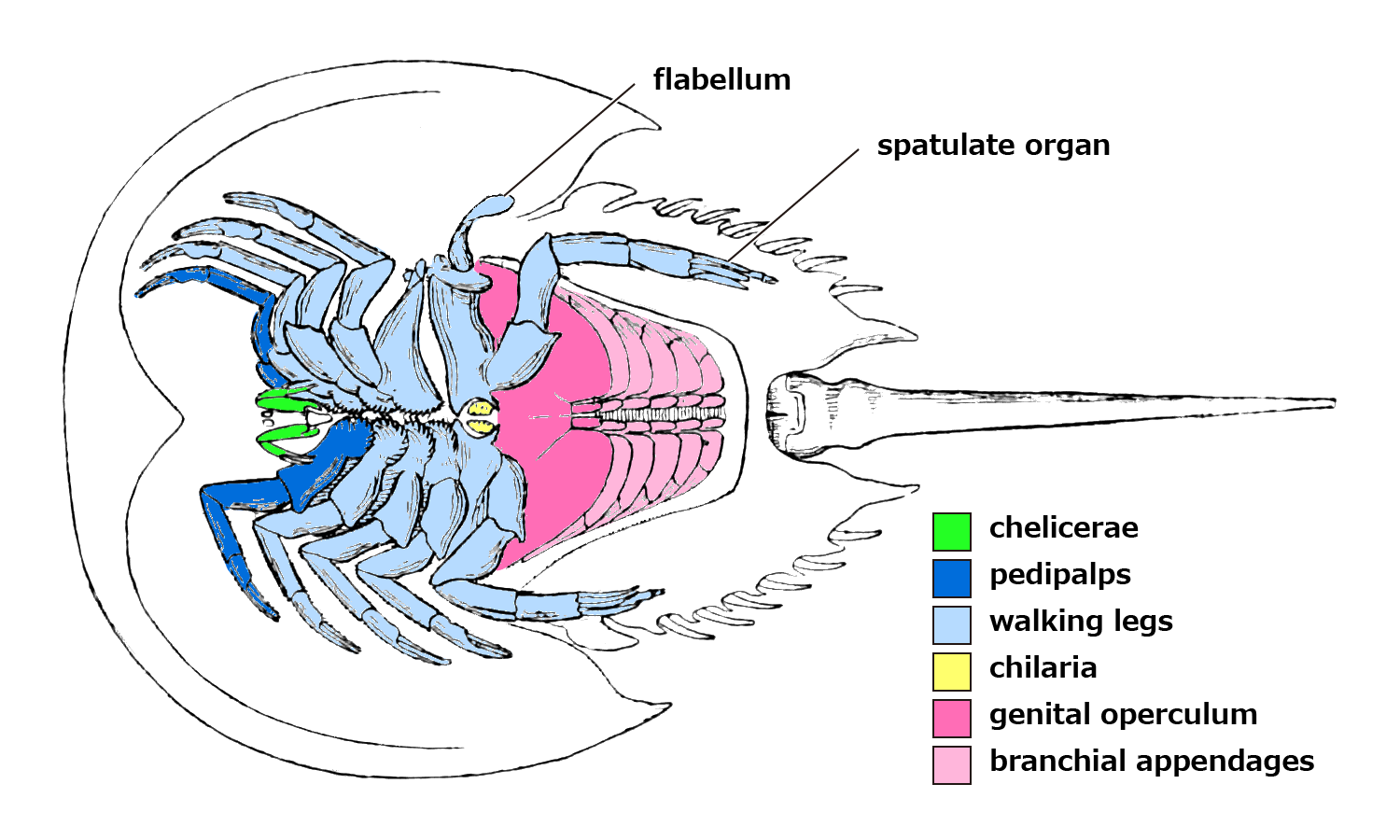
本種の腹面と付属肢の構成

他のカブトガニ類と同様、体は大きく馬蹄形の背甲に覆われる前体 (prosoma) と台形の後体 (opisthosoma) に分かれ、末端には尾節（telson, 尾剣）が伸びる。大まかな形態は他3種のアジア産現生カブトガニ類（カブトガニ、ミナミカブトガニ、マルオカブトガニ）と似ているが、細部がやや異なる（後述）。雌雄は似ているが、雌は雄より 25-30 % 大きくなり、最大で60 cm程度になる。
背面は灰緑色から暗褐色で、ここからアジア産のカブトガニ類と区別が付く特徴として、体の輪郭は比較的縦に長く、尾節は体長より短い。

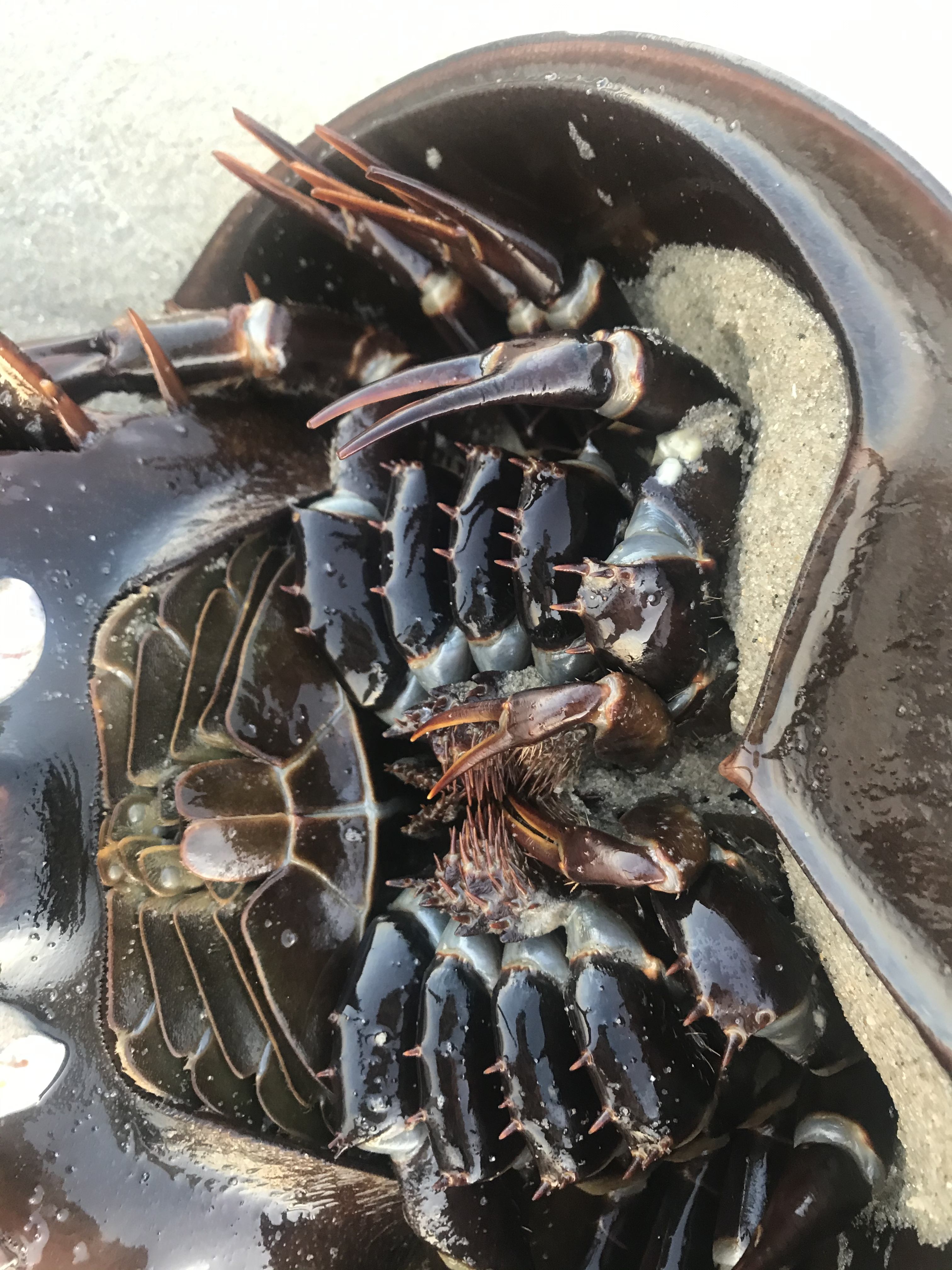
雌の腹面。脚と蓋板が見える。

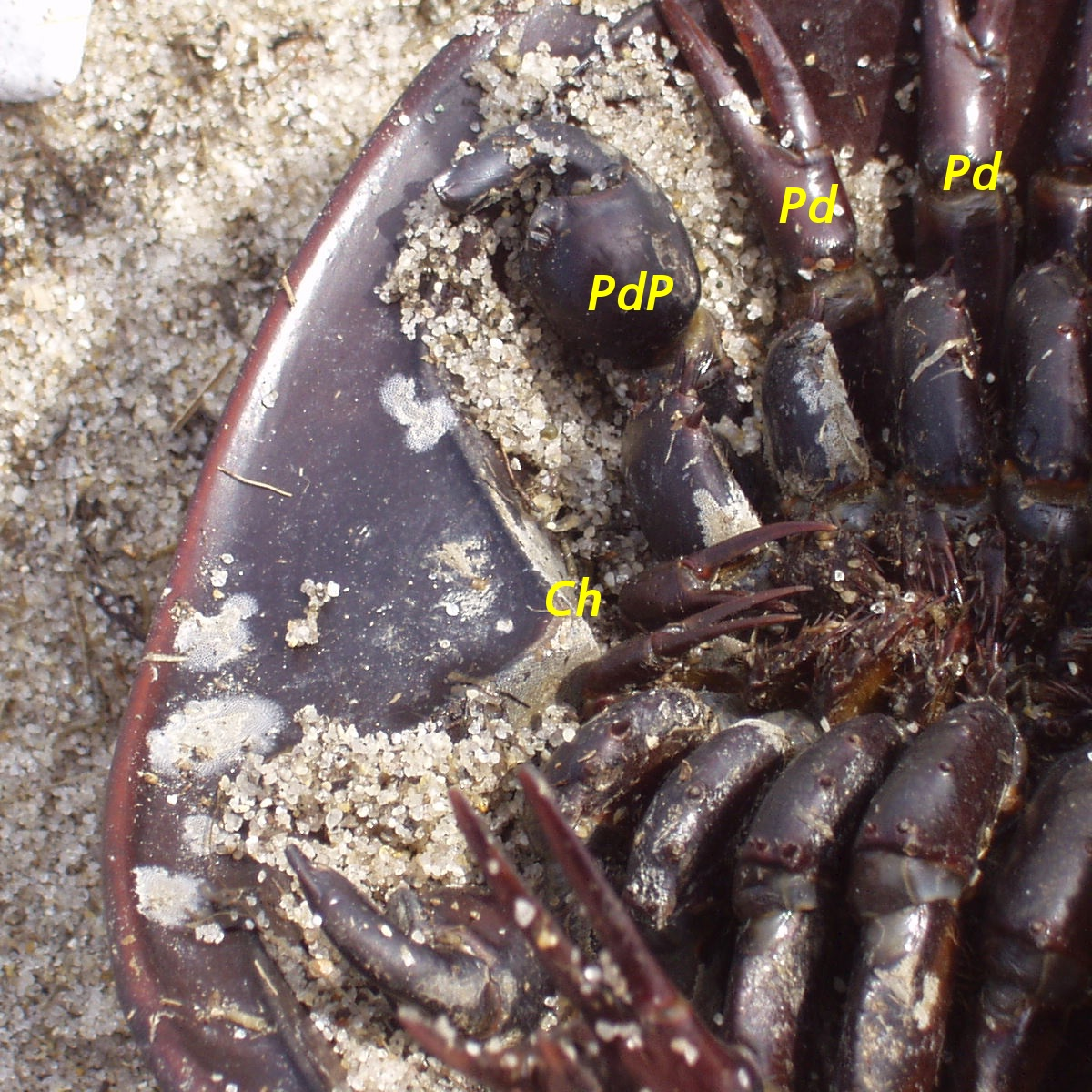
雄の腹面。肥大化した鉤爪状の触肢 (PdP) が確認できる。

前体の腹面には6対の付属肢があるが、最も前方の鋏角 (chelicera) は前体中央の口に餌を渡すために用いられる。残り5対は脚で、そのほとんどの先端が鋏となるが、最後の1対は先端が葉状に分岐し (spatulate organ)、体を押し出すために用いられる。脚は脱皮により再生することがある。最初の1対は触肢 (pedipalp) であり、歩脚として用いられるが、雄では先端が肥大な鉤爪状となっており、包接中に雌の後体を掴むのに用いられる。その直後の脚は雌雄とも普通の鋏状で、鉤爪状に特化しない（アジア産の雄ではこれが特化し、触肢と合わせて計2対の鉤爪となる）。
脚の後方、後体の腹面には1対の唇様肢 (chilaria) と6対の蓋板 (operculum) がある。最初の1対は生殖口蓋 (genital operculum) と呼ばれ、生殖孔がある。この生殖口蓋は中央に指状の内肢をもつことでアジア産のカブトガニ類と区別が付く。残る5対 (branchial appendage) の裏には本のページのような書鰓を有する。これは水中での呼吸に用いられるが、陸上でもこの部分が湿っていれば短時間は呼吸することができる。
目は主に左右の側眼（複眼）と前方中央の中眼（単眼）だが、後者は通常のカブトガニ類のような1対だけでなく、中央に更に1つあり計3つある。他には「larval eye」と呼ばれる単眼が2対あり、それぞれ腹面の口前方（腹眼 ventral eye）と各複眼直後に位置する。感覚器官は目の他に、腹眼の近くに小さな化学受容器がある。

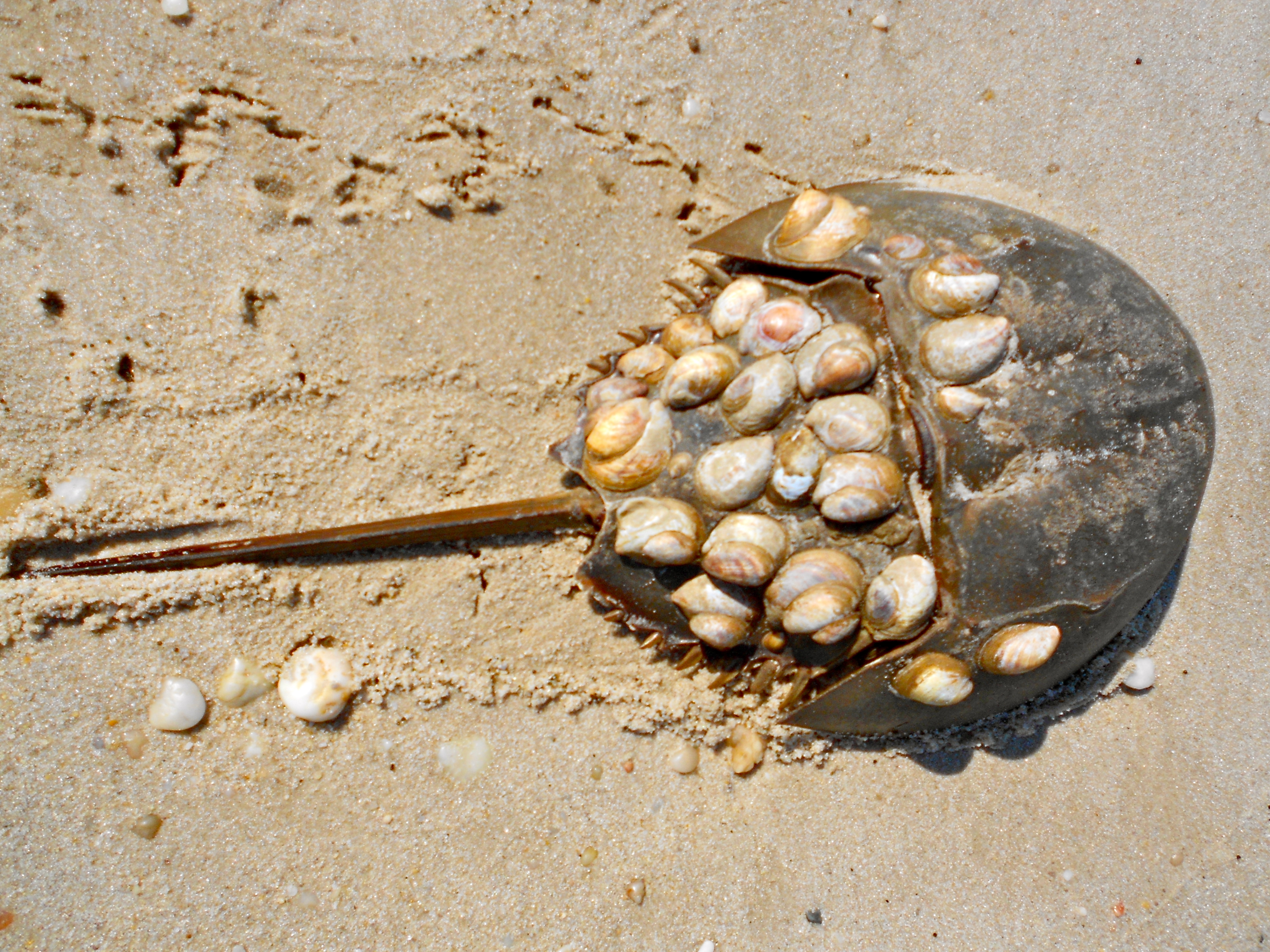
デラウェア湾の浜辺で。付着生物（ 属の巻貝）が確認できる。

背甲には藻類・ヒラムシ・貝・フジツボ・コケムシなど様々な付着生物が付くため、「living museums」などと呼ばれることもある。本種の豊富な地域ではよく背甲や脱皮殻、またはその破片などが波打ち際で見られる。

### 視覚
視覚の研究に広く用いられてきた。1967年のノーベル生理学・医学賞は視覚の化学的、生理学的基礎過程に関する発見に対して与えられたものだが、その実験材料には本種も含まれている。
前体の両側には単色性視覚を与える1対の大きな複眼があり、単眼は背甲に5個（中眼3つと複眼直後1対）、腹面の口前方に2個がある（腹眼）。単眼のうち larval eye と呼べれる2対は胚・幼生期に重要で、卵の中でも光を感じ取ることができる。残りの複眼と中眼はそれより感度が劣るが、成体では主要な視覚器官となる。これらとは別に、尾剣には光受容器が並んでいる。
複眼は約1000個の個眼で構成されており、個々の個眼には300個以上の細胞がある。個眼の並びは乱雑で、昆虫のような正六角形のパターンにはなっていない。各個眼には1本の神経がつながっているが、この神経は太くて扱いやすいため、光刺激に対する神経の電気生理学的応答を観察するために用いられた。また、細胞レベルでの側方抑制現象も観察されている。最近では光知覚に関する研究も進んでおり、形状や明るさの情報を用いて雄が雌を認識していることが、光刺激による馴化や古典的条件づけによって示されている。
個眼には光を感覚するための円柱状構造がある。これは扇形の断面を持つ、縦に長い小網膜細胞が環状に並んで構成されている。扇形の根元付近の辺上からは感桿分体という突起が突き出し、周囲の小網膜細胞と結合している。感桿分体は早朝など、急激に強い光を受けた時には崩壊するが、1時間ほどで元の構造を回復する。円柱状構造の中心には偏心視細胞の樹状突起があり、小網膜細胞から入力を受けている。

### 血液
血液中の酸素は軟体動物・環形動物にも見られる呼吸色素、ヘモシアニンによって運搬される。これは血中に 50 g/l ほど含まれている。ヘモシアニンは無酸素状態では無色であるが、酸素と結合すると濃青色となる。通常血液中の酸素濃度は低く、その色は灰白色から淡黄色であるが、外気に触れることで青色に変化する。赤血球のような細胞はなく、ヘモシアニンは血漿に直接溶解している。
血球は1種のみで変形細胞と呼ばれ、病原体からの防御に重要である。変形細胞はコアギュローゲン (coagulogen) として知られる凝固因子を含んでおり、細菌のエンドトキシンの刺激でこれが放出される。結果として凝固が起こり、循環系から病原体を隔離することができる。

## 生態
貝類・多毛類などの無脊椎動物に加え、僅かに魚も食べる。食物は脚の基部に生えた顎基や砂嚢で砕くことになる。
冬場は大陸棚におり、晩春に繁殖のため浜辺に移動する。雄が先に到着し、雌を発見すると触肢の鉤爪で捕まえる。雌雄の包接は1か月にも及び、複数の雄が1個体の雌を包接することもある。雌は満潮時に波打ち際に近付き、15–20cmの穴を掘って産卵し、その後雄が受精させる。産卵数は体長によって変わるが、約 15,000-64,000 個である。
孵化した幼生は5-7日遊泳した後着底し、最初の脱皮を始める。成長とともにより深い場所へと移動していく。9歳頃性成熟するまでに、およそ17回脱皮する。寿命の測定は難しいが、平均20-40年だと考えられる。
本種の概日リズムに関して幾つかの研究が行われている。眼の感度を制御する概日リズムが存在することは知られていたが、これとは別に、潮汐サイクルに影響されて行動を制御する概日リズムが調べられた。実験個体を人工的な潮汐下に置いたところ、このリズムに同調した行動が観察された。さらに、明暗サイクルよりも潮汐サイクルが行動に与える影響のほうが大きいことも示された。

## 医療
医療分野では、感染症や新薬のテストにおいて、細菌のエンドトキシンを検出するためにリムルス変形細胞溶解物 (LAL) を用いた凝固反応が利用されている。血液は1リットルあたり約15000ドルで取引され、市場規模は米国だけでも年間5000万ドルに上る。年間の捕獲数は25万匹ほどで、全血液量の約30%が採取される。生産者は死亡率を3%程度と推定しているが、近年の調査では10-15%が死亡しているという結果が得られている。血液量は1週間後には元に戻り、細胞数は2-3か月で回復することが示されている。
血中の酵素は国際宇宙ステーションで細菌の多いところを検出することで清掃の不十分な部位を見つけるために用いられている。血液中のタンパクから新たな抗生物質を開発する研究も進められている。

## 保護

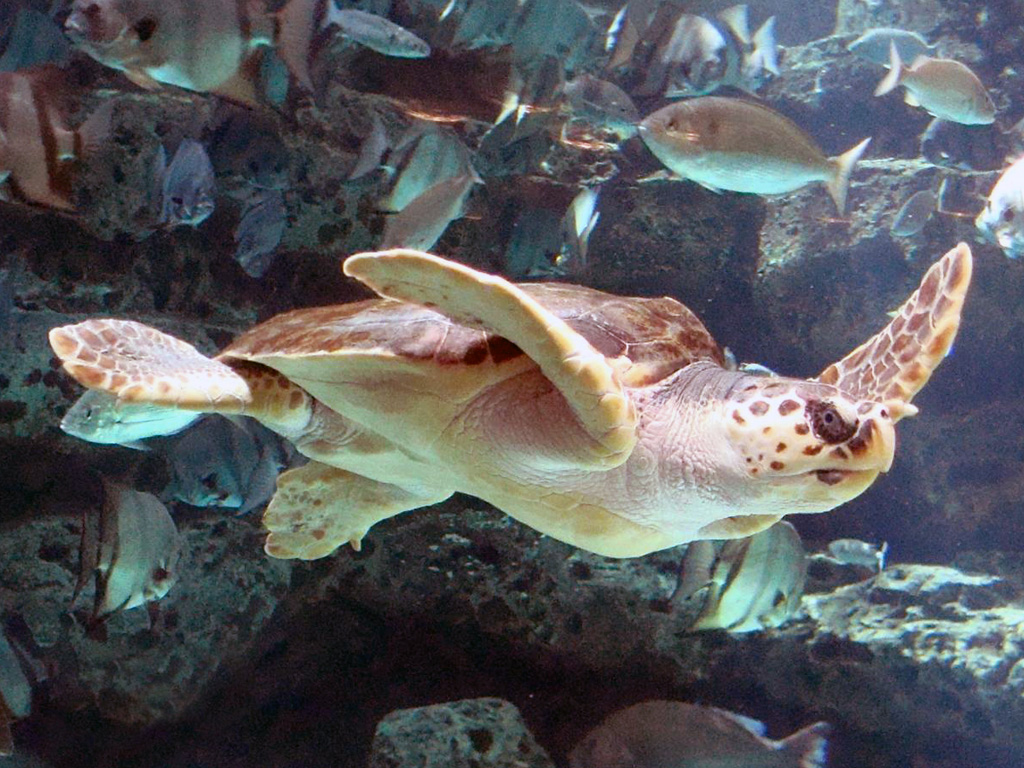
アカウミガメは本種を餌の一つとしている。

現在絶滅危惧種とはされていないが、捕獲や生息地破壊によってその生存が脅かされている。幾つかの地域では、ウナギや巻貝漁に用いる餌として用いられる、などの原因により、本種の個体数は1970年代から減少を続けている。
コオバシギなどの渉禽類には、春の渡りのエネルギーを本種の卵に依存しているものがいる。デラウェア湾などの場所では、本種の減少の影響を受け、渡り鳥の個体数の急激な減少が観察されている。本種を捕食するアカウミガメも間接的な影響を受けている。
1995年、nonprofit Ecological Research and Development Group  (ERDG) が、現生カブトガニ4種の保護を目的として設立され、様々な貢献を行なってきた。上記のように巻貝漁の餌として本種が用いられているが、ERDGの設立者Glenn Gauvryは、他の生物による餌の流出を防ぐことができる、巻貝漁のためのトラップを発明した。これにより餌の必要量が約50%減少するため、バージニア州では巻貝漁でこのトラップを用いることが義務化されている。
2006年、大西洋州海洋漁業委員会は、デラウェア州・ニュージャージー州のデラウェア湾岸での本種の捕獲を2年間禁じる措置を含む、幾つかの保護措置を検討した。2007年6月、デラウェア州高等裁判所判事 Richard Stokes は、雄の捕獲を100,000個体までに制限した。これは、本種の個体数は1998年までの乱獲によって大きく減少したが、その後は安定しており、限られた数の捕獲ならば本種や渡り鳥への影響は少ないと判断されたことによるものである。逆に、デラウェア州環境長官 John Hughes は、コオバシギの減少は確定的であり、カブトガニの卵を確保するためには極端な措置も必要であるとしている Harvesting of the crabs was banned in New Jersey March 25, 2008.。
毎年、繁殖するカブトガニの10%が裏返しになって元に戻れずに死亡している。そのため、ERDGは"Just Flip 'Em"と題した、裏返しのカブトガニを見つけたら元に戻すというキャンペーンを展開している。
2008年の春-夏に、projectlimulus.orgと題した大規模な標識調査が行われた。効率的な保護を行うために、さらなる個体群データが必要とされている。